# Mefisto (film)
Mefisto (madžarsko Mephisto) je madžarski dramski film iz leta 1981, ki temelji na istoimenskem romanu Klausa Manna iz leta 1936. Režiral ga je István Szabó, produciral Manfred Durniok, scenarij pa sta napisala Péter Dobai in Szabó. V glavnih vlogah nastopajo Klaus Maria Brandauer, Krystyna Janda in Ildikó Bánsági. Zgodba prikazuje nemškega gledališkega igralca (Brandauer), ki doseže nepričakovano velik uspeh s predstavo o Faustu v času nacističnega vzpona na oblast v obdobju pred začetkom druge svetovne vojne. Njegovi sodelavci in prijatelji zbežijo iz države pred nacističnim nasiljem, priljubljenost lika njegove predstave pa zasenči njega samega, toda prisiljen je nadaljevati s predstavo in tudi pretvarjanjem pred nacistični pokrovitelji, slednje se izkaže za njegovo življenjsko igro.
Film je bil premierno prikazan 29. aprila 1981 v nemških kinematografih in 8. oktobra v madžarskih. V Severni Ameriki je prinesel prihodek 3,9 milijona USD, s čimer je postal najdonosnejši madžarski film v Severni Ameriki dotlej. Naletel je na dobre ocene kritikov in bil kot prvi madžarski film nagrajen z oskarja za najboljši tujejezični film, to je odtlej uspelo še filmu Savlov sin leta 2016. Na Filmskem festivalu v Cannesu je prejel nagradi za najboljši scenarij in FIPRESCI, ameriški National Board of Review pa ga je nagradil za najboljši tujejezični film.

## Vloge
- Klaus Maria Brandauer kot Hendrik Hoefgen
- Krystyna Janda kot Barbara Bruckner
- Ildikó Bánsági kot Nicoletta von Niebuhr
- Rolf Hoppe kot general (Göring)
- György Cserhalmi kot Hans Miklas
- Péter Andorai kot Otto Ulrichs
- Karin Boyd kot Juliette Martens
- Christine Harbort kot Lotte Lindenthal
- Tamás Major kot Oskar Kroge
- Ildikó Kishonti kot Dora Martin
- Mária Bisztrai kot Motzné
- Sándor Lukács kot Rolf Bonetti
- Martin Hellberg kot profesor Reinhardt
- Ágnes Bánfalvy kot Angelika Siebert
- Judit Hernádi kot Rachel Mohrenwitz
- Vilmos Kun kot dramaturg